# Raccordement
Pour la connexion entre deux lignes ferroviaires, voir Raccordement (chemin de fer).
 (mars 2024).
Si vous disposez d'ouvrages ou d'articles de référence ou si vous connaissez des sites web de qualité traitant du thème abordé ici, merci de compléter l'article en donnant les références utiles à sa vérifiabilité et en les liant à la section « Notes et références ».
On désigne par raccordement les travaux nécessaires à la connexion d'une installation à un réseau de distribution (le plus souvent public).

## Raccordement aux réseaux électriques

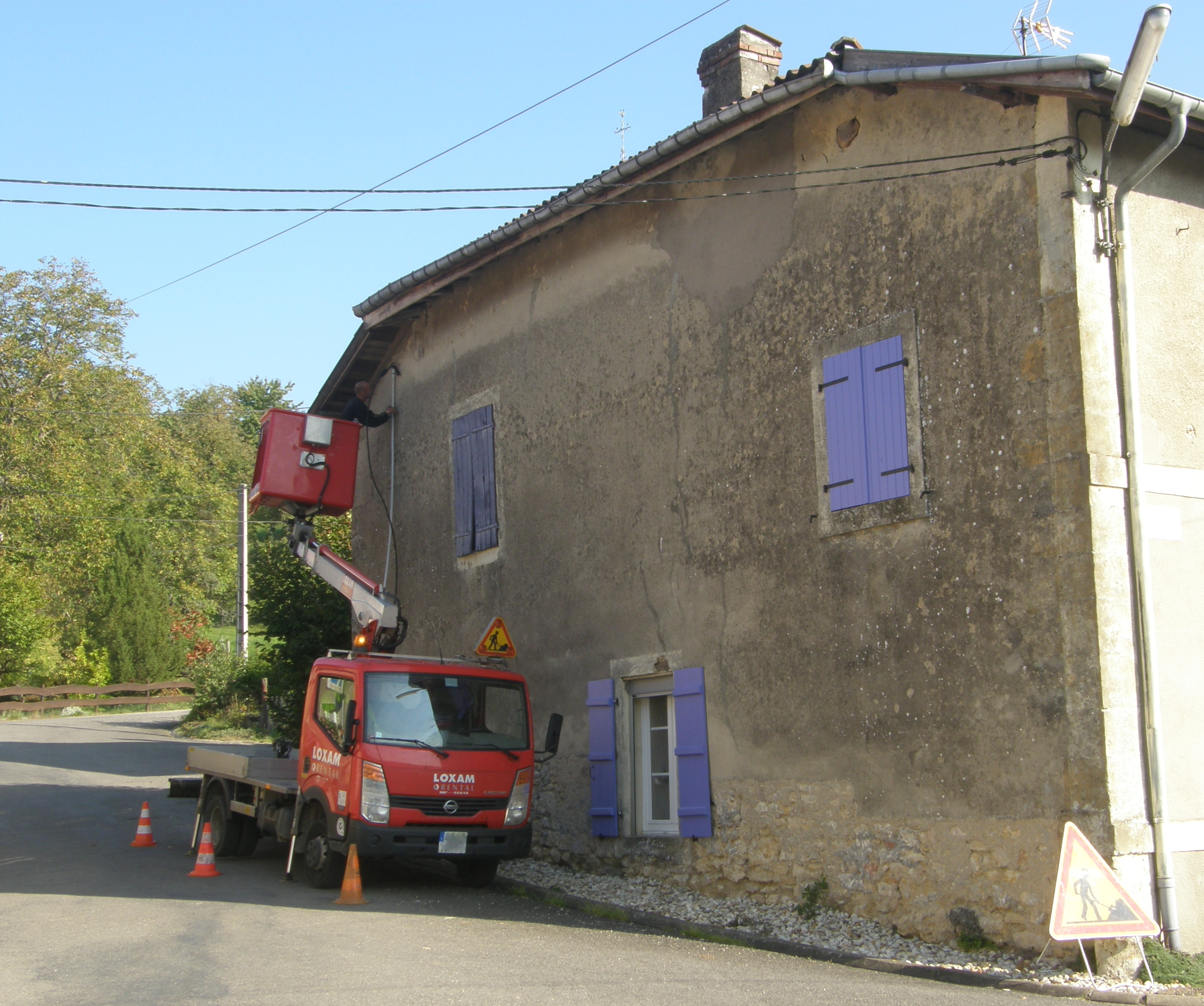
Raccordement d'une maison d'habitation au réseau public de distribution de l'électricité, au moyen d'une nacelle sur camion.